# Mary Harron
Mary Harron (ur. 12 stycznia 1953 w Bracebridge) – kanadyjska reżyserka, scenarzystka i producentka filmowa. Jej najbardziej znany film to American Psycho (2000) z Christianem Bale'em, ekranizacja bestsellerowej powieści Breta Eastona Ellisa.
Zasiadała w jury konkursu głównego na 76. MFF w Wenecji (2019).